# SN 1951B
SN 1951B – supernowa odkryta 8 kwietnia 1951 roku w galaktyce MCG +02-36-026. W momencie odkrycia miała maksymalną jasność 18,20m.